# Torpedo Squadron
Pour plus de détails, voir Fiche technique et Distribution.
Torpedo Squadron est un court métrage documentaire américain réalisé en 1942 par John Ford, lors de l'affrontement de la bataille de Midway. Ce court métrage est réalisé pour les familles des victimes d'une opération qui a fait 29 morts sur 30 soldats engagés.
C'est lors de cet affrontement qu'il réalisa également un film documentaire de 18 minutes, La Bataille de Midway, auquel fut attribué l'Oscar du meilleur film documentaire.
Le réalisateur sera blessé à la hanche et perdra l'usage de son œil gauche alors qu'il filme seul l'affrontement entre Américains et Japonais à Midway.